# Hakan Canbazoğlu
Hakan Canbazoğlu (* 28. November 1987 in Eminönü) ist ein türkischer Fußballtorhüter.

## Karriere

### Verein
Canbazoğlu kam im Istanbuler Stadtteil Eminönü auf die Welt und begann mit dem Vereinsfußball in der Jugend von Bayrampaşa Tunaspor. 2001 wechselte er in die Nachwuchsabteilung von Galatasaray Istanbul. 2005 erhielt er von diesem Verein einen Profivertrag, spielte aber weiterhin für die Nachwuchs- bzw. Reservemannschaften des Vereins. Zur Saison 2006/07 wechselte er zum Erstligisten Sivasspor und spielte hier ein Jahr lang für die Reservemannschaft. Ab 2007 war Canbazoğlu für diverse Viertligisten tätig. Mit dem Verein Nazilli Belediyespor beendete er die Viertligasaison 2011/12 als Meister und stieg in die TFF 2. Lig auf.
Im Sommer 2012 wechselte er zum Erstligisten Istanbul BB und blieb hier eine Spielzeit ohne Pflichtspieleinsatz im Mannschaftskader. 2013 kehrte er zu seinem vorherigen Klub Nazilli Belediyespor zurück und verbrachte hier die Hinrunde der Saison. Die Rückrunde der Saison 2013/14 verbrachte er beim Istanbuler Drittligisten Gaziosmanpaşaspor.
Im Sommer 2014 wechselte Canbazoğlu zum Zweitligisten Osmanlıspor FK. Die Saison 2014/15 beendete er mit diesem Verein als Vizemeister der TFF 1. Lig und stieg mit ihm in die Süper Lig auf. In der Sommertransferperiode 2016/17 wechselte er zum Zweitligisten Yeni Malatyaspor. Mit diesem Verein beendete er die Saison 2016/17 als Vizemeister und stieg damit auch mit ihm in die Süper Lig auf.
Zur Saison 2017/18 verpflichtete ihn der Zweitligist Büyükşehir Belediye Erzurumspor.

### Nationalmannschaft
Canbazoğlu absolvierte 2005 drei Einsätze für die türkische U-19-Nationalmannschaft.

## Erfolge
Mit Galatasaray A2 (Rerservemannschaft)
- Meister der TFF A2 Ligi: 2010/11

Mit Nazilli Belediyespor
- Meister der TFF 3. Lig und Aufstieg in die TFF 2. Lig: 2011/12

Mit Osmanlıspor FK
- Vizemeister der TFF 1. Lig und Aufstieg in die Süper Lig: 2014/15

Mit Yeni Malatyaspor
- Vizemeister der TFF 1. Lig und Aufstieg in die Süper Lig: 2016/17